# 窦科峰
窦科峰（1956年2月—），男，汉族，陕西乾县人，中国器官移植专家，中国人民解放军空军军医大学主任医师、教授，中国科学院院士。